# Hamnholmarna, Nagu
Hamnholmarna är öar nära Lökholmen i Nagu,  Finland.   De ligger i Pargas stad i landskapet Egentliga Finland. Ön ligger omkring 3 kilometer söder om Lökholmen, omkring 18 kilometer sydost om Nagu kyrka,  39 kilometer söder om Åbo och 150 km väster om Helsingfors. Närmaste allmänna förbindelse är förbindelsebryggan vid Gullkrona som trafikeras av M/S Nordep och M/S Cheri.
Terrängen på Hamnholmarna är mycket platt. Öns högsta punkt är 13 meter över havet.